# یول‌قول‌لار
یول‌قول‌لار (به لاتین: Yolqullar) منطقه‌ای مسکونی در جمهوری آذربایجان است که در شهرستان داش‌کسن واقع شده است. یول‌قول‌لار ۸۴ نفر جمعیت دارد.